# If the Winds Would Change
If the Winds Would Change – piąty album kompilacyjny doom metalowego zespołu Pentagram wydany 26 marca 2011 roku przez wytwórnię High Roller Records. Album wydano w ograniczonej liczbie 1000 sztuk płyt winylowych.

## Lista utworów
| 1. „Burning Rays” – 2:51 2. „The Bees” – 2:34 3. „Goddess” – 2:33 4. „Diver” – 2:53 5. „Rape” – 5:12 | 1. „Devil Child” – 1:28 2. „Out of Luck” – 3:52 3. „Downhill Slope” – 4:21 4. „Buzzsaw” – 2:39 5. „If the Winds Would Change” – 3:25 |

## Twórcy
| Pentagram w składzie - Bobby Liebling – wokal - Vincent McAllister – gitara - Greg Mayne – gitara basowa - Geof O’Keefe – perkusja | Personel - André Tueroff – projekt graficzny |